# اچ‌ام‌اس ای۴
اچ‌ام‌اس ای۴ (به انگلیسی: HMS A4) یک زیردریایی بود که طول آن ۱۰۵٫۲۵ فوت (۳۲٫۰۸ متر) بود. این زیردریایی در سال ۱۹۰۳ ساخته شد.